# 集包線
集包線（しゅうほうせん）は中華人民共和国内モンゴル自治区ウランチャブ市チャハル右翼前旗の古営盤駅から包頭市ホンドロン区の包頭駅に至る鉄道路線である。

## 概要
2012年12月3日に開業。京包線集寧南駅 - 包頭駅間と並行しており、集包線第二複線（中国語: 集包铁路第二双线）とも呼ばれる。全長308kmであり、内訳としては新線区間が263.2km、既存線改良区間が44.7kmである。フフホト東駅 - 包頭駅間は「八縦八横」の京蘭通道（北京 - 蘭州）を構成する。全区間がフフホト鉄路局に属する。当路線の開業に伴い京包線の旅客列車の大部分が集包線経由に変更された。2015年1月8日からはフフホト駅 - 集寧南駅間に動車組の運行が開始された。